# Claire Keegan
Claire Keegan (Wicklow, 1968) es una escritora irlandesa. Reconocida internacionalmente por sus cuentos, estos han sido publicados en revistas como The New Yorker, Granta y The Paris Review, además de haber ganado diversos premios literarios. Su obra ha sido traducido a más de ocho idiomas y comparada con la de autores como Carson McCullers, Lorrie Moore, William Trevor y Raymond Carver.

## Biografía
Claire Keegan nació en el condado de Wicklow, Irlanda, en 1968, en el seno de una familia rural y católica. A los 17 años, en 1985, viajó a Nueva Orleans, Estados Unidos, donde estudió Filología Inglesa y Ciencias Políticas en la Universidad de Loyola. En 1992, decidió regresar a Irlanda, donde realizó un master de escritura creativa en la Universidad de Gales. En ese entonces, el país pasaba por una gran tasa de desocupación, lo cual llevó a que Keegan, estando desempleada, comenzase a escribir sus primeros cuentos. Así, en 1999, publicó su primer libro de relatos, Antártida, el cual le valió el William Trevor Prize y el Rooney Prize for Irish Literature. En 2007, publicó su segundo libro de relatos, Recorre los campos azules, con el cual ganó el Edge Hill Prize.
En 2010, Keegan publicó su novela corta Tres luces, la cual fue publicada, en una versión más corta, en la revista The New Yorker, y ganó el Premio Davy Byrnes. En 2021, publicó su último libro, la novela Pequeñas cosas como esas.
Es miembro de la institución Aosdána. Todos sus libros en castellano han sido traducidos por el escritor Jorge Fondebrider y publicados por la editorial argentina Eterna Cadencia.

## Reconocimientos
Keegan fue la ganadora de la primera edición del Premio William Trevor. También ha sido reconocida con el Premio Rooney de Literatura Irlandesa, el Premio Olive Cook y el Premio Davy Byrnes de Escritura Irlandesa 2009, además de obtener la Beca Hugh Leonard y la Beca Macaulay.
La versión francesa de su novela Ce genre de petites choses, fue preseleccionada para el Premio Literario de los Embajadores de la Francofonía y el Grand Prix de L'Heroine Madame Figaro. En marzo de 2021, Keegan, junto a su traductora al francés Jacqueline Odin, ganó el Premio Literario de los Embajadores de la Francofonía.

## Obra

### Novelas
- 2010: Foster (Tres luces) traducción al español de Jorge Fondebrider, Buenos Aires, Eterna Cadencia.
- 2021: Small Things like These (Pequeñas cosas como esas) traducción al español de Jorge Fondebrider, Buenos Aires, Eterna Cadencia.

### Cuentos
- 1999: Antarctica (Antártida) traducción al castellano de Jorge Fondebrider,  Buenos Aires, Eterna Cadencia.
- 2007: Walk the Blue Fields (Recorre los campos azules) traducción al castellano de Jorge Fondebrider,Buenos Aires, Eterna Cadencia.
- 2024: So late in the day (Bien tarde en el día) traducción al castellano de Jorge Fondebrider, Buenos Aires, Eterna Cadencia.